# Geonoma
Geonoma ist eine Pflanzengattung innerhalb der Familie der Palmengewächse (Arecaceae). Die etwa 68 Arten sind in der Neotropis verbreitet. Einige Arten werden als Zierpflanzen genutzt.

## Beschreibung

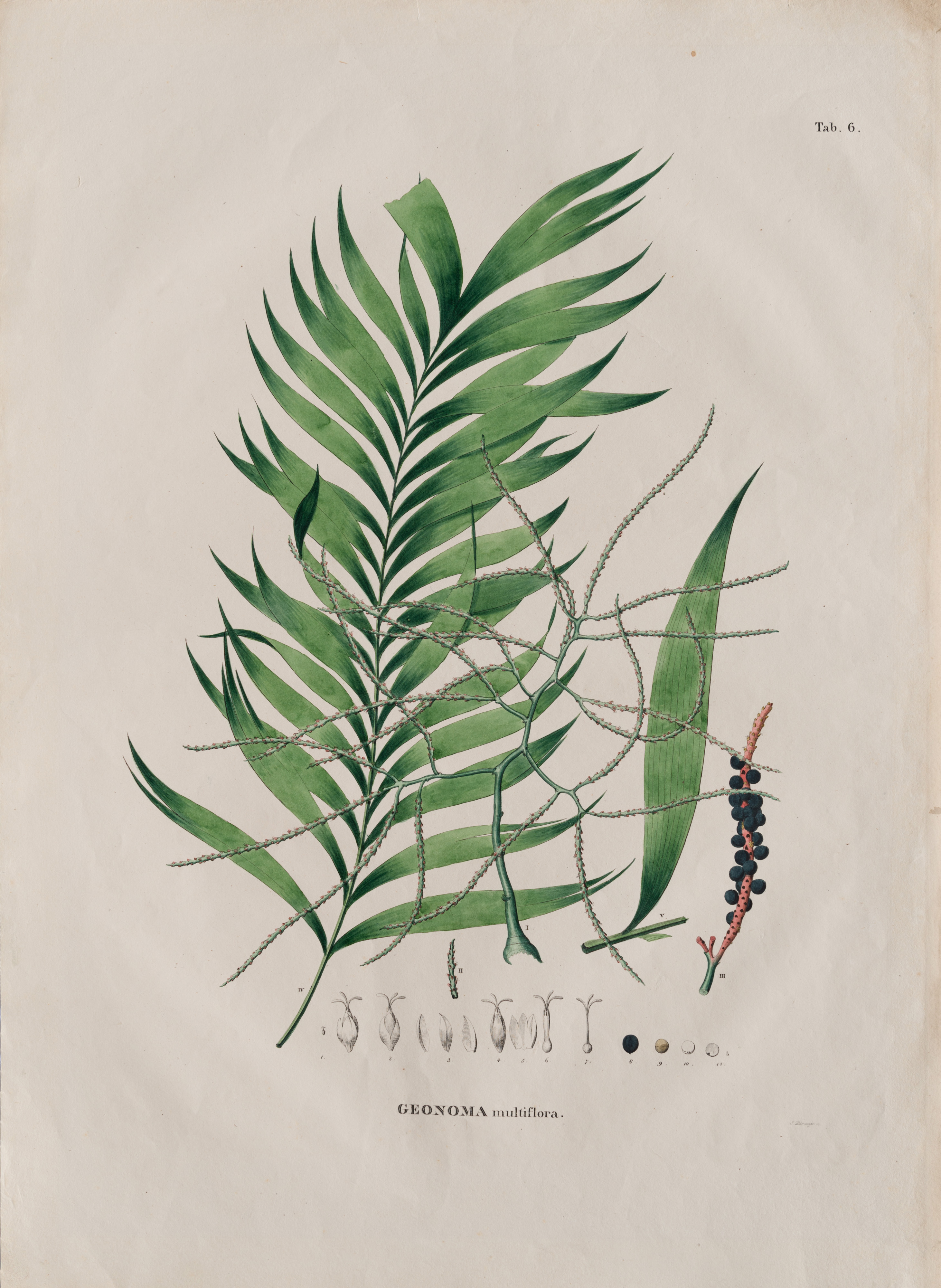
Illustration aus da Coleção Brasiliana Iconográfica von Geonoma maxima subsp. maxima

Fruchtstand von Geonoma stricta subsp. stricta

Geonoma ist eine sehr variable Gattung.

### Vegetative Merkmale
Die meisten Geonoma-Arten sind eher klein. Sie wachsen einzeln oder in Gruppen. Die Palmen sind unbewehrt. Der Stamm ist sehr kurz und unterirdisch, oder aufrecht oder kriechend. Wenn er aufrecht ist, ist er stets schlank. Er ist von dünnen Blattscheiden umhüllt, wird später dann frei. Er ist meist stockartig.
Die Blätter sind gefiedert und regelmäßig oder unregelmäßig geteilt, oder sie sind ungeteilt und dann bifid (mit zwei Spitzen).

### Generative Merkmale
Geonoma-Arten sind einhäusig getrenntgeschlechtig (monözisch) und mehrmals blühend.
Die Blütenstände stehen einzeln und sind ährig, gegabelt oder drei- bis selten vierfach verzweigt. Der Fruchtknoten ist zur Blüte nur einfächrig.
Die Chromosomenzahl beträgt 2n = 28.

## Vorkommen
Das Areal der Gattung Geonoma reicht von Mexiko über Zentralamerika nach Süden bis Brasilien und Bolivien.
Alle Geonoma-Arten wachsen im Unterwuchs des tropischen Regenwalds. Sie kommen von der Ebene bis in große Höhenlagen vor. Sie gehören zu den am höchsten vorkommenden Palmen in Südamerika, Geonoma weberbaueri wurde in einer Höhenlage von 3150 Metern gefunden.

## Systematik
Die Gattung Geonoma wurde 1805 von Carl Ludwig Willdenow in Species Plantarum, Edition 4, Band 4 Teil 1, Seite 174, 593 aufgestellt. Typusart ist Geonoma simplicifrons Willd.
Die Gattung Geonoma gehört zur Tribus Geonomateae in der Unterfamilie Arecoideae innerhalb der Familie Arecaceae. Die Gattung Geonoma ist monophyletisch. Die Verwandtschaftsverhältnisse innerhalb der Tribus sind noch unklar.

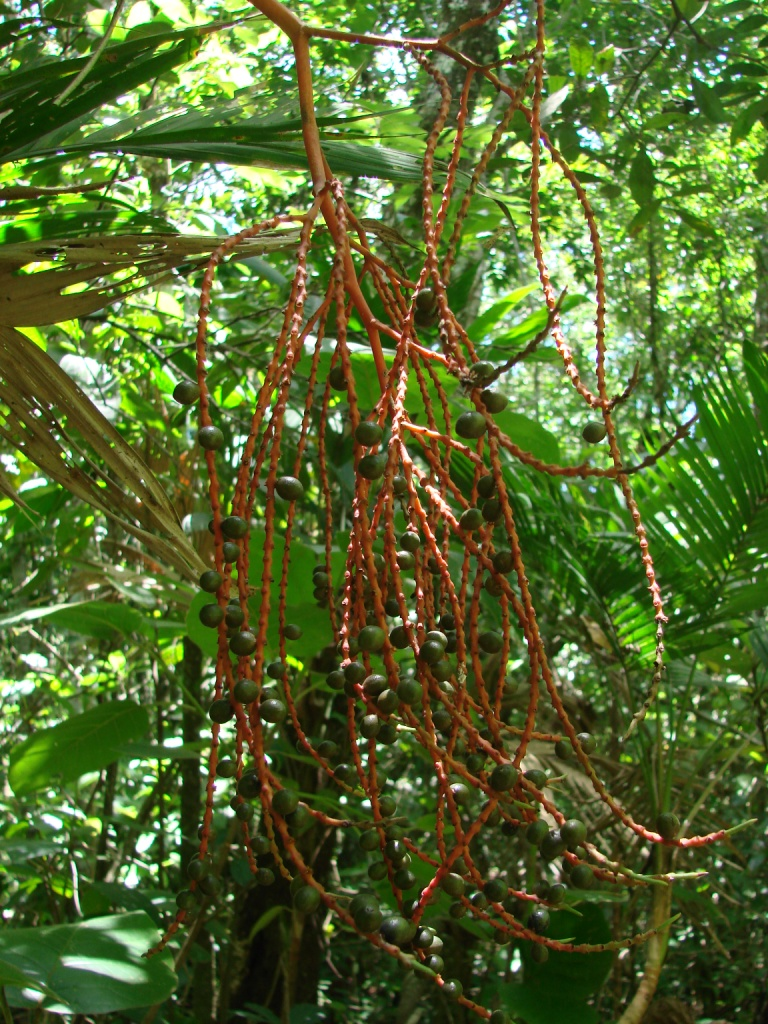
Geonoma brevispatha

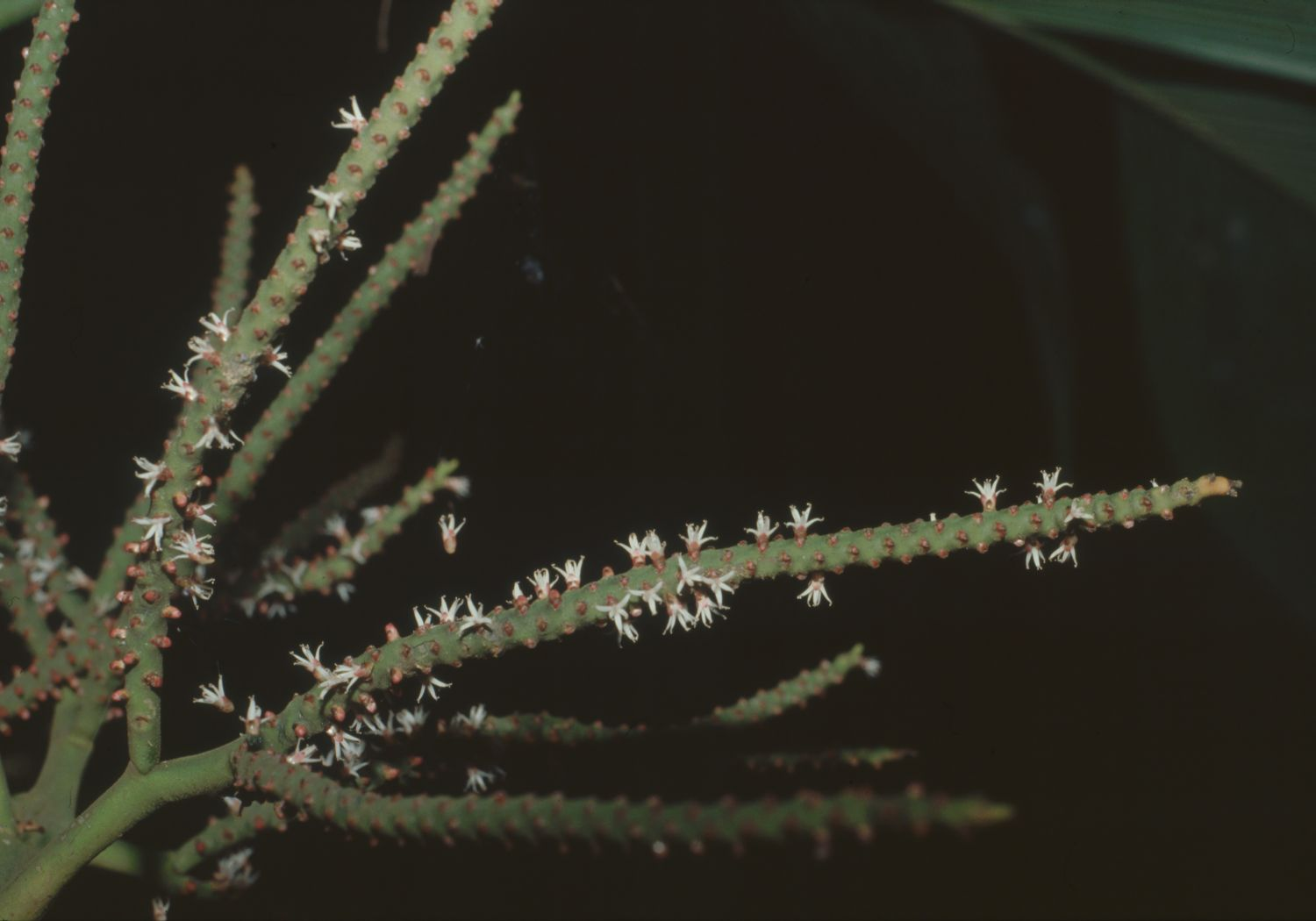
Geonoma congesta, Blütenstand

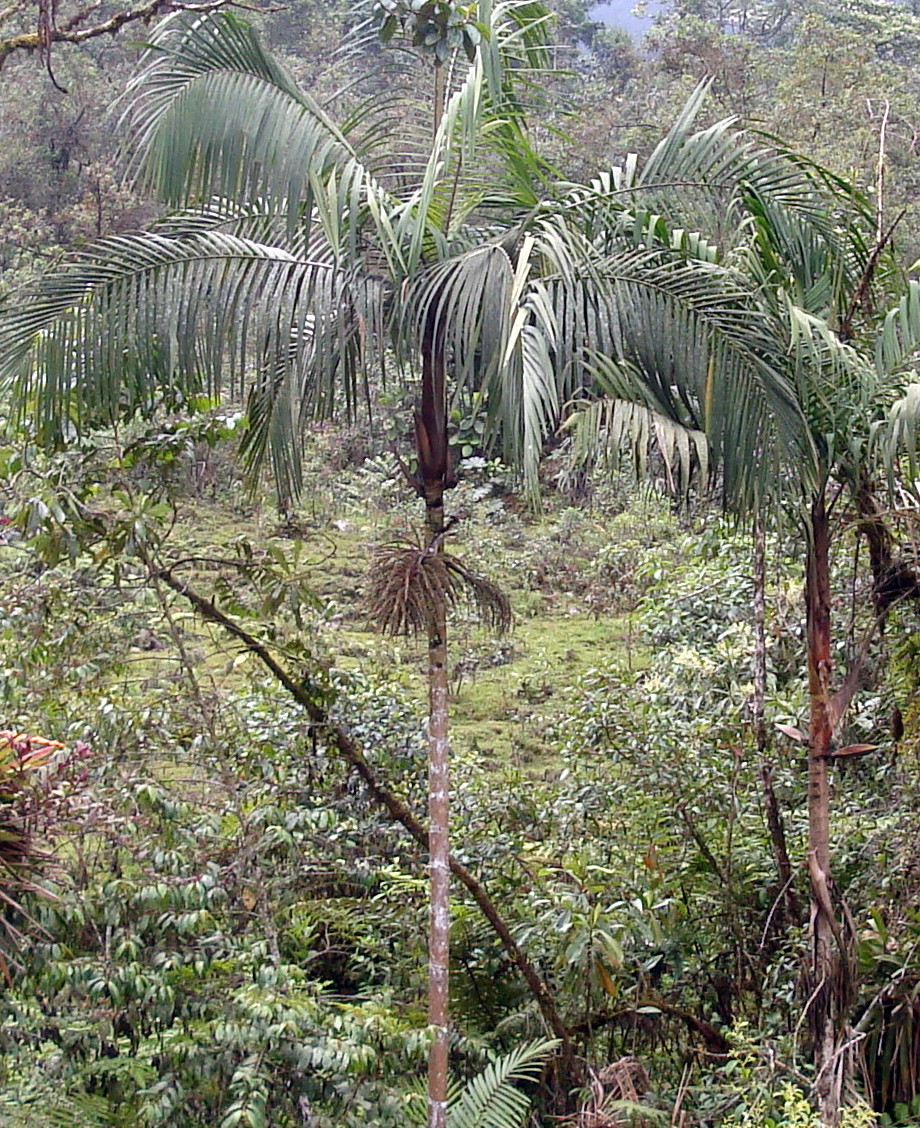
Geonoma deversa

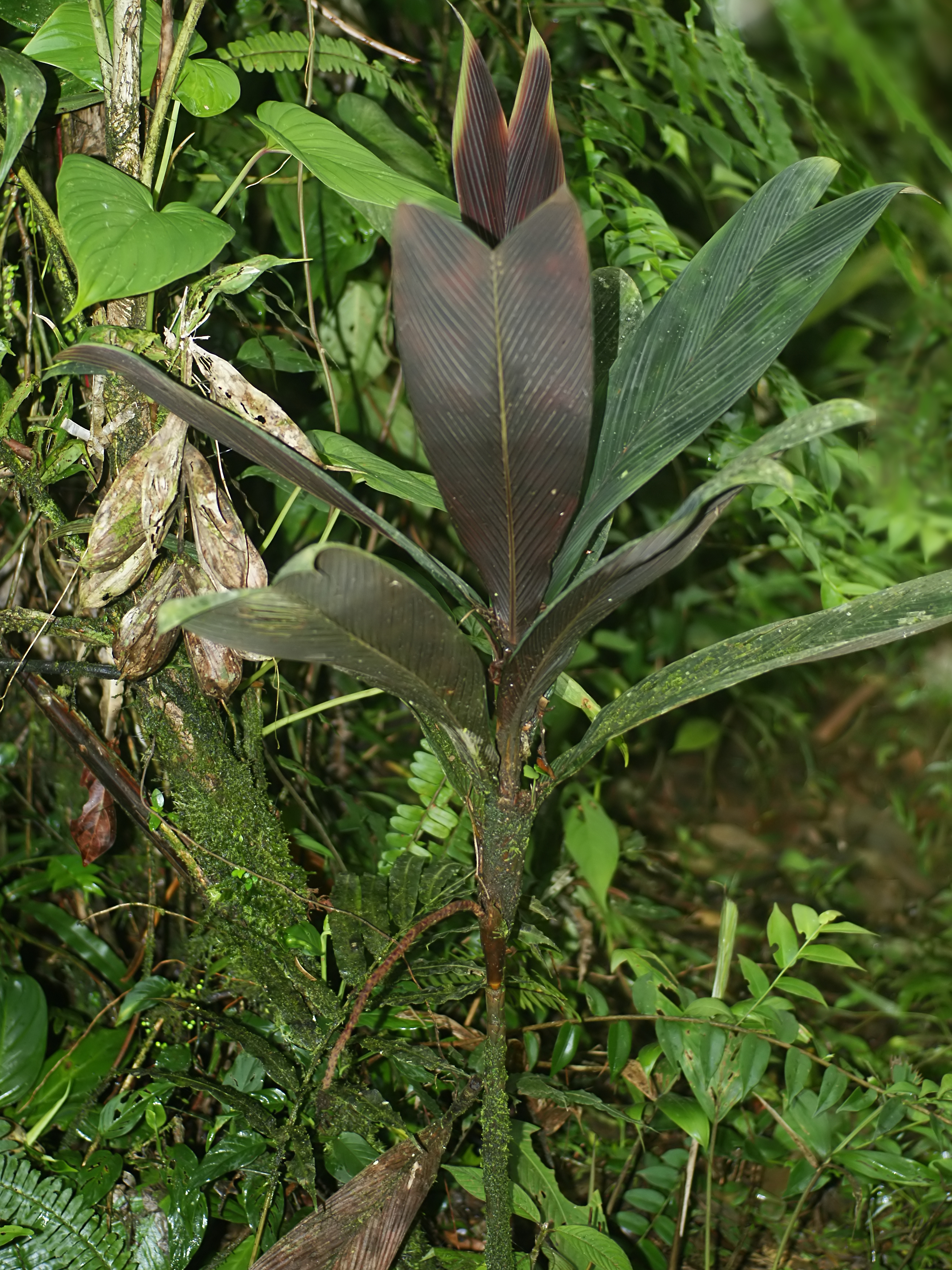
Geonoma epetiolata

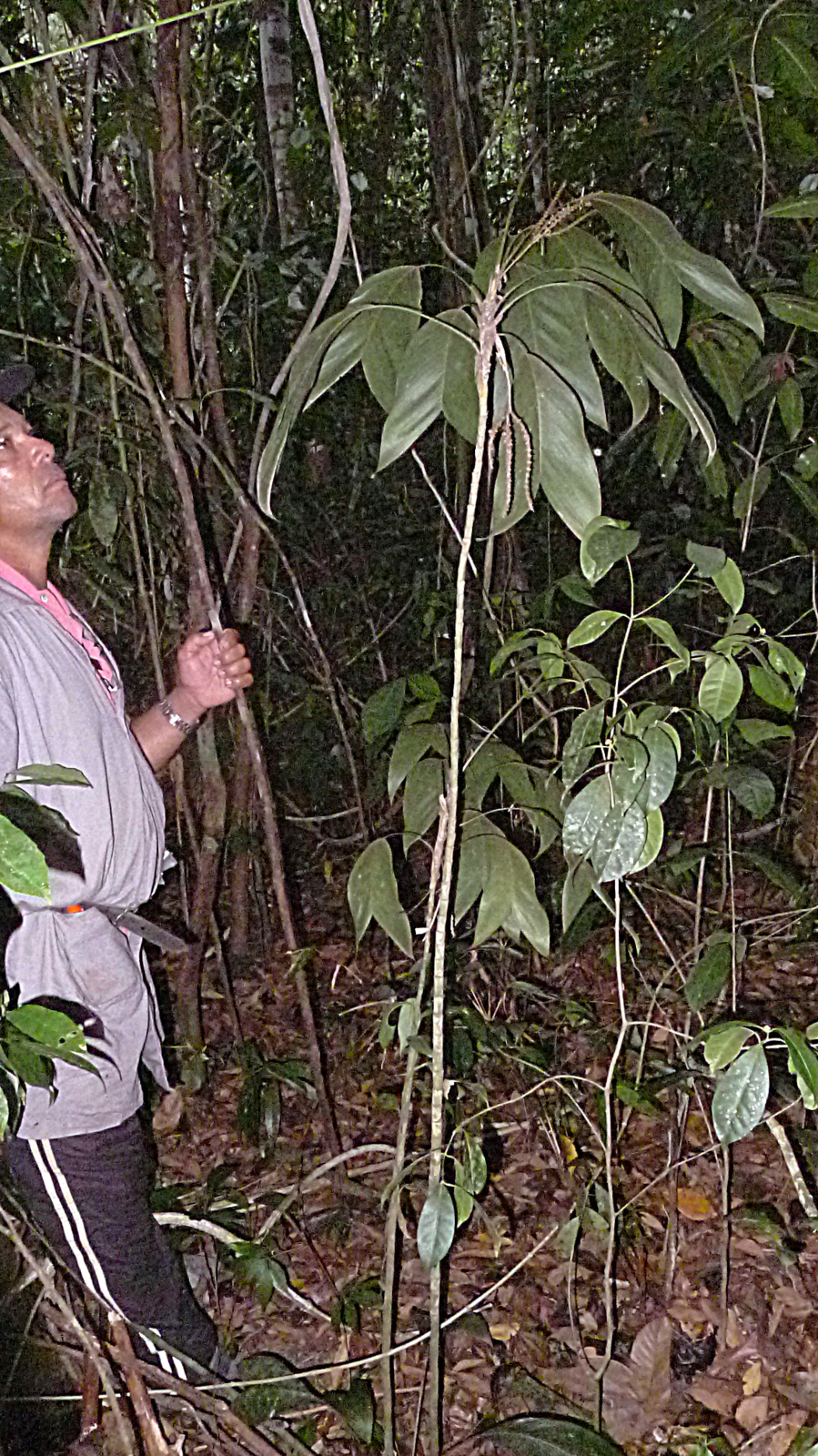
Geonoma pauciflora

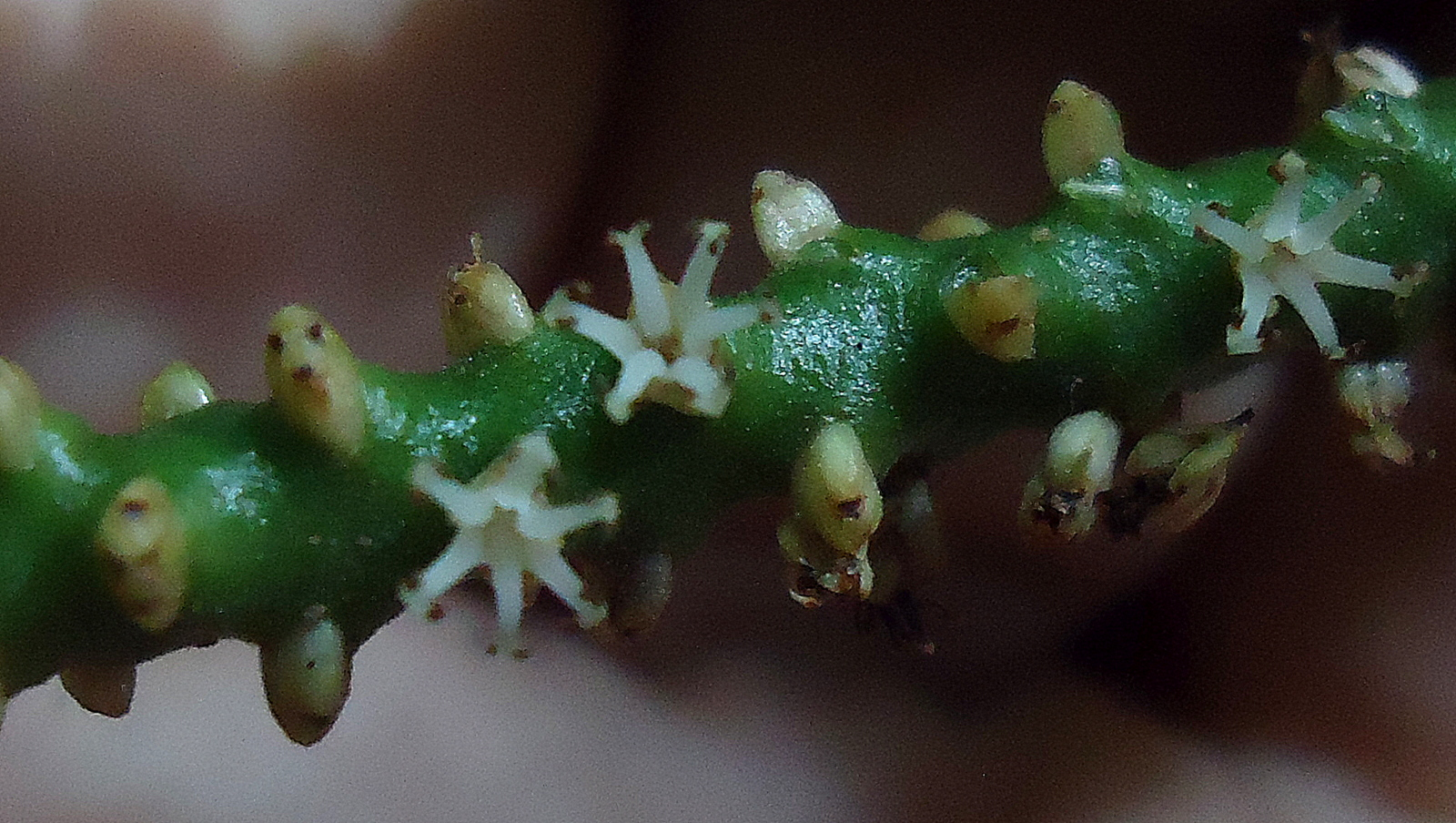
Rhachis eines Blütenstands mit Blüten von Geonoma pohliana

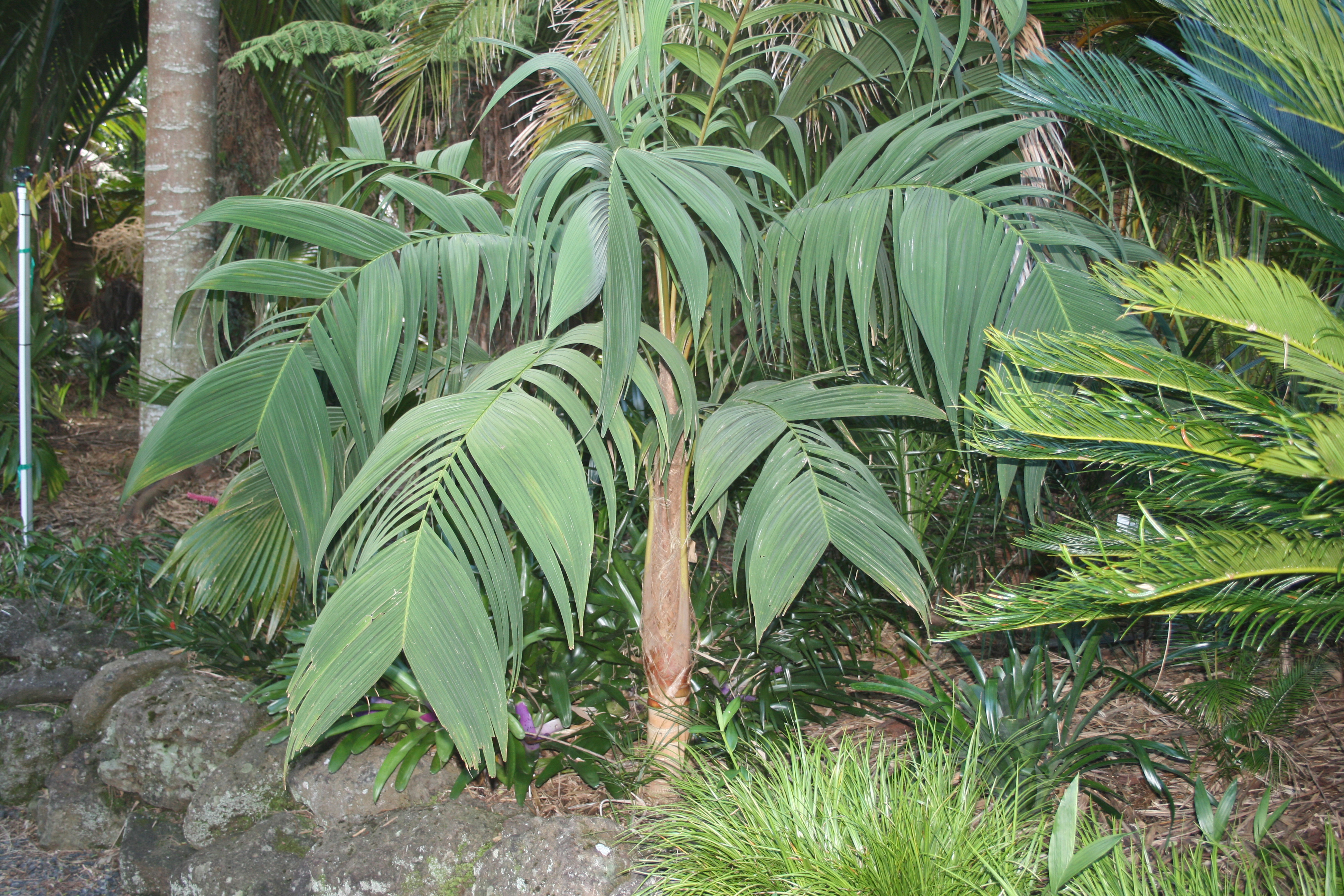
Geonoma undata in Kultur

Es gibt seit Henderson 2011 etwa 68 Arten:
- Geonoma aspidiifolia Spruce: Die zwei Unterarten kommen in Guayana sowie im nördlichen Brasilien vor.[1]
- Geonoma baculifera (Poit.) Kunth: Nördliches Südamerika bis Brasilien.[1]
- Geonoma bernalii A.J.Hend.: Die Erstbeschreibung erfolgte 2011 aus Kolumbien.[1]
- Geonoma braunii (F.W.Stauffer) A.J.Hend.: Venezuela.[1]
- Geonoma brenesii Grayum: Costa Rica.[1]
- Geonoma brongniartii Mart.: Die zwei Unterarten kommen in Venezuela bis zum westlichen Südamerika vor.[1]
- Geonoma calyptrogynoidea Burret: Südliches Panama bis nordwestliches Ecuador.[1]
- Geonoma camana Trail: Kolumbien bis Peru und nordwestliches Brasilien.[1]
- Geonoma chlamydostachys Galeano: Kolumbien.[1]
- Geonoma chococola Wess. Boer: Kolumbien und Ecuador. Mit zwei Unterarten.[1]
- Geonoma concinna Burret: Kolumbien. Mit zwei Unterarten.[1]
- Geonoma concinnoidea A.J.Hend.: Die Erstbeschreibung erfolgte 2011 mit drei Unterarten aus Panama.[1]
- Geonoma congesta H.Wendl. ex Spruce: Die zwei Unterarten kommen in Honduras, Nicaragua, Costa Rica sowie Panama vor.[1]
- Geonoma cuneata H.Wendl. ex Spruce: Nicaragua bis Venezuela  und Ecuador. Mit neun Unterarten.[1]
- Geonoma deneversii A.J.Hend.: Die Erstbeschreibung erfolgte 2011 aus dem nordwestlichen Panama.[1]
- Geonoma deversa (Poit.) Kunth: Zentralamerika und tropisches Südamerika. Mit vier Unterarten.[1]
- Geonoma dindoensis A.J.Hend.: Die Erstbeschreibung erfolgte 2011 aus Kolumbien.[1]
- Geonoma divisa H.E.Moore: Nordwestliches Kolumbien.[1]
- Geonoma elegans Mart.: Brasilien.[1]
- Geonoma epetiolata H.E.Moore: Costa Rica und Panama.[1]
- Geonoma euspatha Burret: Tropisches Südamerika.[1]
- Geonoma ferruginea H.Wendl. ex Spruce: Nicaragua und Costa Rica. Mit drei Unterarten.[1]
- Geonoma fosteri A.J.Hend.: Die Erstbeschreibung erfolgte 2011 aus dem südlichen Kolumbien bis nördlichen und Ecuador.[1]
- Geonoma frontinensis Burret: Kolumbien.[1]
- Geonoma galeanoae A.J.Hend.: Die Erstbeschreibung erfolgte 2011 aus Kolumbien.[1]
- Geonoma gentryi A.J.Hend.: Die Erstbeschreibung erfolgte 2011 aus Kolumbien.[1]
- Geonoma hollinensis A.J.Hend., Borchs. & Balslev: Die Erstbeschreibung erfolgte 2008 aus Ecuador.[1]
- Geonoma hugonis Grayum & Nevers: Westliches Panama.[1]
- Geonoma interrupta (Ruiz & Pav.) Mart.: Südliches Mexiko bis Bolivien.[1] Mit sechs Unterarten.[1]
- Geonoma lanata A.J.Hend., Borchs. & Balslev: Die Erstbeschreibung erfolgte 2008 aus Kolumbien und Ecuador.[1]
- Geonoma laxiflora Mart.: Westliches Südamerika bis nordwestliches Brasilien.[1]
- Geonoma lehmannii Dammer ex Burret: Die zwei Unterarten kommen von Panama bis Peru vor.[1]
- Geonoma leptospadix Trail: Tropisches Südamerika.[1]
- Geonoma longepedunculata Burret: Kolumbien bis nordwestliches Peru.[1]
- Geonoma longivaginata H.Wendl. ex Spruce: Nicaragua bis Panama.[1] Mit vier Unterarten.
- Geonoma macrostachys Mart.: Westliches Südamerika bis nördliches Brasilien.[1]
- Geonoma maxima (Poit.) Kunth: Tropisches Südamerika. Mit 10 Unterarten.[1]
- Geonoma monospatha de Nevers: Costa Rica und Panama.[1]
- Geonoma mooreana de Nevers & Grayum: Panama.[1]
- Geonoma multisecta (Burret) Burret: Südliches Kolumbien bis östliches Ecuador.[1]
- Geonoma occidentalis (A.J.Hend.) A.J.Hend.: Peru bis Bolivien und Brasilien.[1]
- Geonoma oldemanii Granv.: Französisch-Guayana bis Brasilien.[1]
- Geonoma oligoclona Trail: Südöstliches Kolumbien bis nordwestliches Brasilien.[1]
- Geonoma operculata A.J.Hend.: Die Erstbeschreibung erfolgte 2011 aus Venezuela.[1]
- Geonoma orbignyana Mart.: Die zwei Unterarten kommen von Zentralamerika bis Bolivien vor.[1]
- Geonoma paradoxa Burret: Kolumbien und Ecuador.[1]
- Geonoma pauciflora Mart.: Brasilien.[1]
- Geonoma peruviana A.J.Hend.: Die Erstbeschreibung erfolgte 2011 aus Peru.[1]
- Geonoma pinnatifrons Willd.: Südliches Mexiko bis Ecuador und Kleine Antillen bis Venezuela.[1] Mit sieben Unterarten.
- Geonoma poeppigiana Mart.: Südliches Kolumbien bis Peru.[1]
- Geonoma pohliana Mart.: Bolivien bis Brasilien und Paraguay.[1] Mit elf Unterarten.[1]
- Geonoma poiteauana Kunth: Kolumbien bis nördliches Südamerika und nördliches Brasilien.[1]
- Geonoma sanmartinensis A.J.Hend.: Peru.[1]
- Geonoma santanderensis Galeano & R.Bernal: Nordöstliches Kolumbien.[1]
- Geonoma schizocarpa A.J.Hend.: Die Erstbeschreibung erfolgte 2011 aus den nordlichen Peru.[1]
- Geonoma schottiana Mart.: Brasilien.[1]
- Geonoma scoparia Grayum & Nevers: Südliches Costa Rica.[1]
- Geonoma simplicifrons Willd.: Nördliches Venezuela.[1]
- Geonoma spinescens H.Wendl. ex Burret: Nördliches Venezuela.[1]
- Geonoma stricta (Poit.) Kunth: Tropisches Südamerika.[1] Mit neun Unterarten.
- Geonoma talamancana Grayum: Südliches Costa Rica bis westliches Panama.[1]
- Geonoma tenuissima H.E.Moore: Ecuador.[1]
- Geonoma triandra (Burret) Wess.Boer: Panama bis Ecuador.[1]
- Geonoma triglochin Burret: Südliches Kolumbien bis Peru.[1]
- Geonoma trigona (Ruiz & Pav.) A.H.Gentry: Ecuador und Peru.[1]
- Geonoma umbraculiformis Wess.Boer: Guayana, Französisch-Guayana und nördliches Brasilien.[1]
- Geonoma undata Klotzsch: Tropisches Amerika.[1] Mit zehn Unterarten.[1]
- Geonoma venosa A.J.Hend.: Die Erstbeschreibung erfolgte 2011 aus dem nordwestlichen Ecuador.[1]